# Trygonoptera
Trygonoptera is een geslacht uit de familie van de doornroggen (Urolophidae). Volgens FishBase zijn er zes soorten.

## Soortenlijst
- Trygonoptera galba (Last & Yearsley, 2008)
- Trygonoptera imitata (Yearsley, Last & Gomon, 2008)
- Trygonoptera mucosa (Whitley, 1939) – Westelijke doornrog
- Trygonoptera ovalis (Last & Gomon, 1987)
- Trygonoptera personata (Last & Gomon, 1987)
- Trygonoptera testacea (Müller & Henle, 1841) – Gewone doornrog